# 香川県道189号城山川津線
香川県道189号城山川津線（かがわけんどう189ごう きやまかわつせん）は、香川県坂出市を通る一般県道である。

## 概要

### 路線データ
- 起点：香川県坂出市川津町（香川県道188号城山鴨川線起点）
- 終点：香川県坂出市川津町（川津町六反地交差点、国道438号交点）
- 陸上距離：6.93 km

## 地理

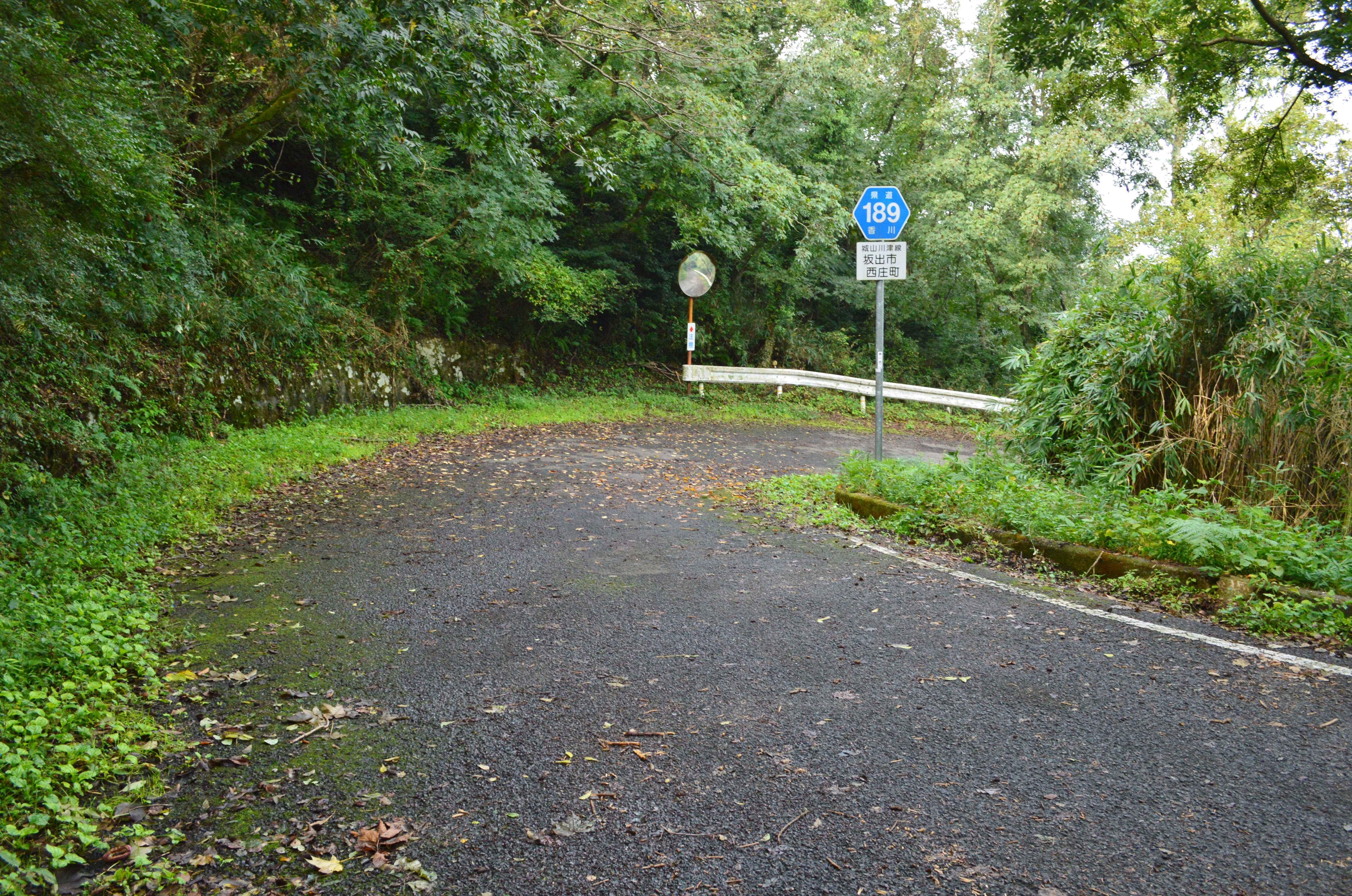
香川県道189号
城山山中

### 通過する自治体
- 坂出市

### 交差する道路
| 交差する道路            | 交差する場所 | 交差する場所              |
| ----------------------- | ------------ | ------------------------- |
| 香川県道188号城山鴨川線 | 川津町       | 起点                      |
| 国道438号               | 川津町       | 川津町六反地交差点 / 終点 |

### 沿線
- 高松カントリー倶楽部